# Barthélemy Joubert
Pour les articles homonymes, voir Joubert.
Barthélemy Catherine Joubert, né le 14 avril 1769 à Pont-de-Vaux (cité de la province royale de Bresse, actuel département de l'Ain) et mort le 15 août 1799 à la bataille de Novi en Italie, est un général de la Révolution française issu des bataillons de volontaires nationaux de 1791.
Engagé volontaire en 1791 comme simple soldat, il devient général de brigade en juin 1795, général de division en décembre 1796, dans l'armée d'Italie, commandée par le général Bonaparte.
Jugé hostile au Directoire, dénué d'ambitions et aimé des soldats, il est choisi en 1799 par le tandem des directeurs Barras et Sieyès pour mener le coup d'État du 30 prairial an VII (18 juin 1799) qui ne met pas fin au Directoire. Il est tué lors d'une nouvelle campagne en Italie, où il avait été nommé général en chef, afin d'acquérir du prestige et c'est Bonaparte qui effectue le dernier coup d'État le 18 Brumaire (9 novembre 1799), grandement aidé par son frère Lucien. Napoléon écrira plus tard dans ses Mémoires : « Joubert ne prétendait à rien moins qu'à tenter ce que j'ai exécuté en Brumaire » ,.

## Biographie

### Origines familiales et formation
Barthélemy Joubert est né dans la petite cité bressane de Pont-de-Vaux, à mi-chemin entre Cuisery et Mâcon. Il est issu d'une famille bourgeoise de la région, son père, Claude-Marie Joubert, est avocat en parlement et juge des seigneuries de MM. Bertin de Vaux.
Il commence ses études au collège des joséphites de Louhans. Il s'enfuit de cette institution à 15 ans pour aller s'engager dans le régiment d'artillerie de La Fère en Picardie que rejoindra le jeune Napoléon Bonaparte quelques mois plus tard.
Le père de Barthélemy le retrouve et l'oblige à reprendre ses études dans un collège de Lyon. Il termine ensuite ses études de droit à Dijon. Favorable dès le début au mouvement révolutionnaire lancé en 1789, il s'enrôle dans la garde citoyenne dijonnaise.

### Volontaire, puis officier (1791-1795)
Il s'enrôle ensuite comme volontaire en 1791 dans le 3e bataillon de volontaires de l'Ain. Il fait les campagnes du Rhin et d'Italie, tout d'abord comme caporal puis il est rapidement promu dans la hiérarchie militaire.
Le 8 septembre 1793, le lieutenant Joubert, à la tête d'un détachement de trente grenadiers du 51e régiment d'infanterie de ligne, situé à Montpellier, défend la redoute de La Condamine assaillie par cinq cents Piémontais. Après avoir épuisé ses munitions il défend l'ouvrage à la baïonnette, mais les Piémontais l'ayant pulvérisé à coup de canon, la petite troupe doit se rendre après près de cinq heures de combat.
Prisonnier des Austro-Sardes et ramené à la cour de Turin, on lui demanda s'il était noble. Sa réponse « Je suis citoyen français » l'envoya en prison mais, atteint de dysenterie, il fut rapidement libéré à la demande du général autrichien Joseph Nikolaus De Vins. Il rejoint l'armée française et est promu adjudant général en prairial de l'an II.

### Général (1795-1799)
Il est promu adjudant général-chef de brigade le 13 juin 1795.

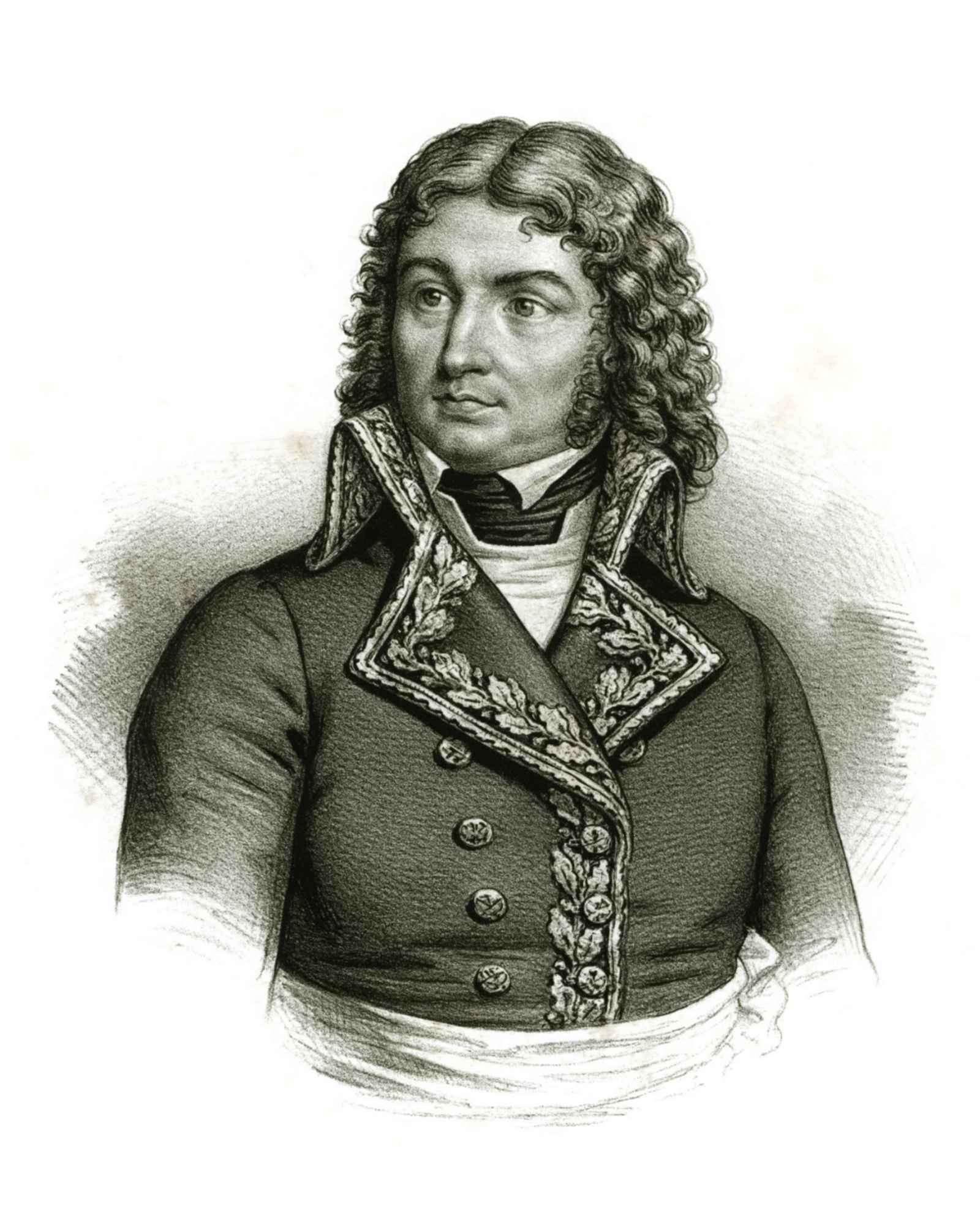
Le général Joubert.

Schérer le nomme général de brigade sur le champ de bataille de Loano à la date du 24 décembre 1795. La campagne de 1796 et 1797 lui vaut une grande renommée. Partout, à Montenotte, Millesimo, Ceva, Mondovi, Cherasco, Lodi, au col de Campione, à Compara, à Montebaldo, à Rivoli, il seconde avec une intrépidité et un discernement rares le général Bonaparte, qui lui fait donner le titre de général de division le 7 décembre 1796 et se fait accompagner de lui quand il présente au Directoire le traité de Campo-Formio.
Commandant d'une division composée des 24e et 29e d'infanterie légère, et des 14e, 33e, 85e et 93e de ligne, il est nommé commandant de l'armée du Nord à la fin de 1797, il aide les patriotes bataves à réaliser un coup d'État le 22 janvier 1798. Joubert est ensuite envoyé comme général en chef à l'armée de Hollande, puis à celle de Mayence.
En 1798, Bonaparte en partance pour l'Égypte déclare à ceux qui redoutent son absence : « Ne craignez rien. Je vous laisse Joubert ». Le Directoire nomme Joubert en remplacement de Brune à l'armée d'Italie. Il y arrive à la fin de 1798 et opère la révolution du Piémont, ourdie depuis longtemps. À la tête des troupes françaises de la République cisalpine, il établit la République piémontaise, renversant Charles-Emmanuel IV. Il se porte sur Livourne. N'obtenant aucune satisfaction des directeurs pour corriger les abus qui dévorent l'Italie et son armée, il donne sa démission et revient à Paris, laissant le commandement du Piémont à Grouchy.

### Le «sabre» de Barras et Sieyès pour un coup d'État (1799)

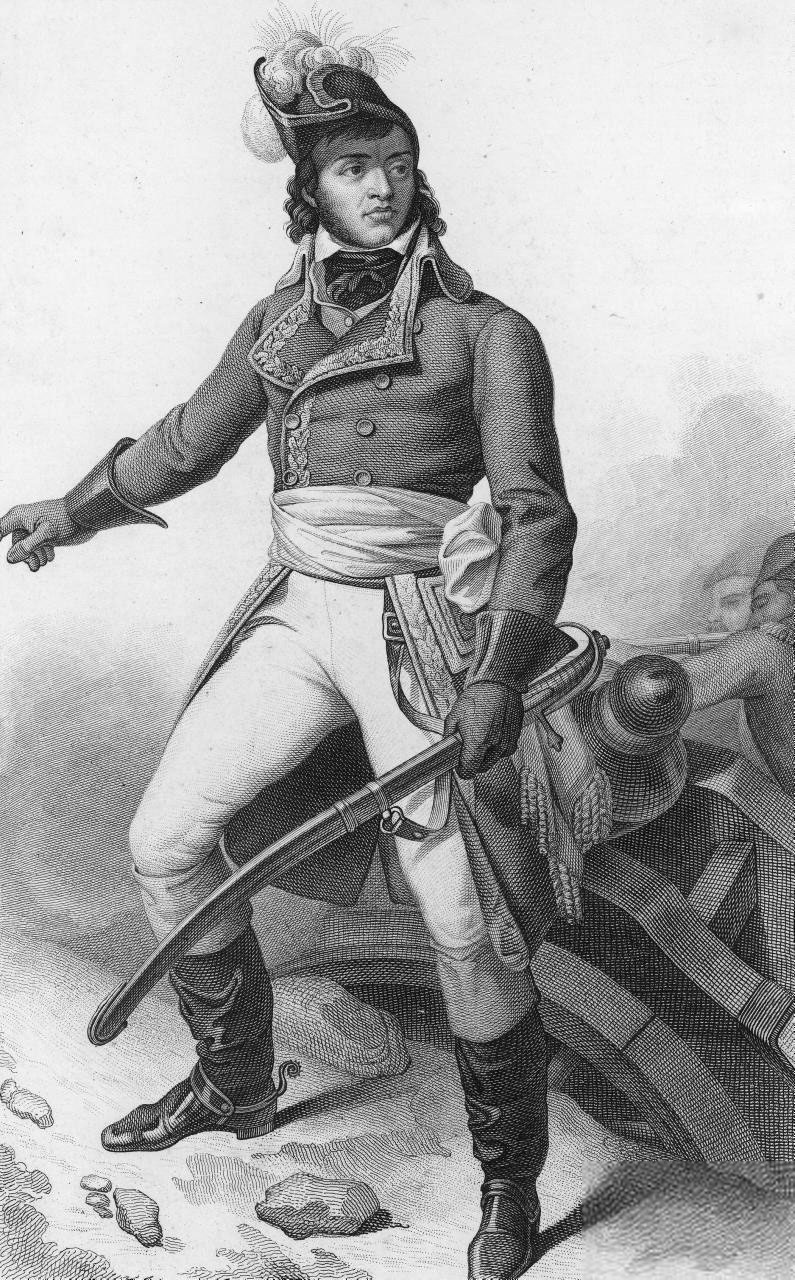
Le général Joubert au combat.

Au 30 prairial, Barras et Sieyès « cherchent un sabre » dans l'été de 1799 pour réaliser un coup d'État en France et le choisissent pour commander dans Paris et agir au besoin contre les démocrates, Ce coup d'État du 30 prairial an VII (18 juin 1799) ne met pas fin au Directoire, les ministères sont alors remaniés.
Et comme Joubert ne jouit pas encore d'une grande popularité, on veut lui fournir l'occasion de remporter quelque victoire importante et on le nomme à cet effet général en chef de l'armée d'Italie. Et Moreau consent à rester pour le conseiller.

### Campagne en Italie et mort à Novi (15 août 1799)
Joubert franchit les montagnes du Montferrat, opère sa jonction avec l'armée de Naples et se dispose à livrer bataille dans les plaines de Novi, mais il a commis une faute grave. Nommé le 17 messidor, au lieu de se rendre à son poste immédiatement, il a tardé un mois en se mariant en 1799 avec une jeune femme qu'il aime. C'est Félicité Françoise de Montholon-Sémonville, la fille adoptive de l'ambassadeur Sémonville et sœur de Charles Tristan de Montholon.
Ce délai donne au  général russe Souvorov le temps d'avancer en réunissant toutes ses forces. Joubert aggrave encore sa faute par une fatale indécision. Il donne aux Russes le temps d'attaquer son armée très inférieure en nombre. Elle ne compte que 20 000 hommes contre 40 000 Austro-Russes. La bataille s'engage à Novi le 15 août 1799.
Après quelques minutes de combat, Joubert tombe mortellement blessé, en répétant le nom de sa jeune femme, Zéphirine de Montholon, sœur de Charles-Tristan de Montholon et en exhortant ses soldats à se battre sans désemparer.
C'est finalement une défaite française, en dépit de l'habileté de Moreau qui reprend la tête des troupes.

### Funérailles

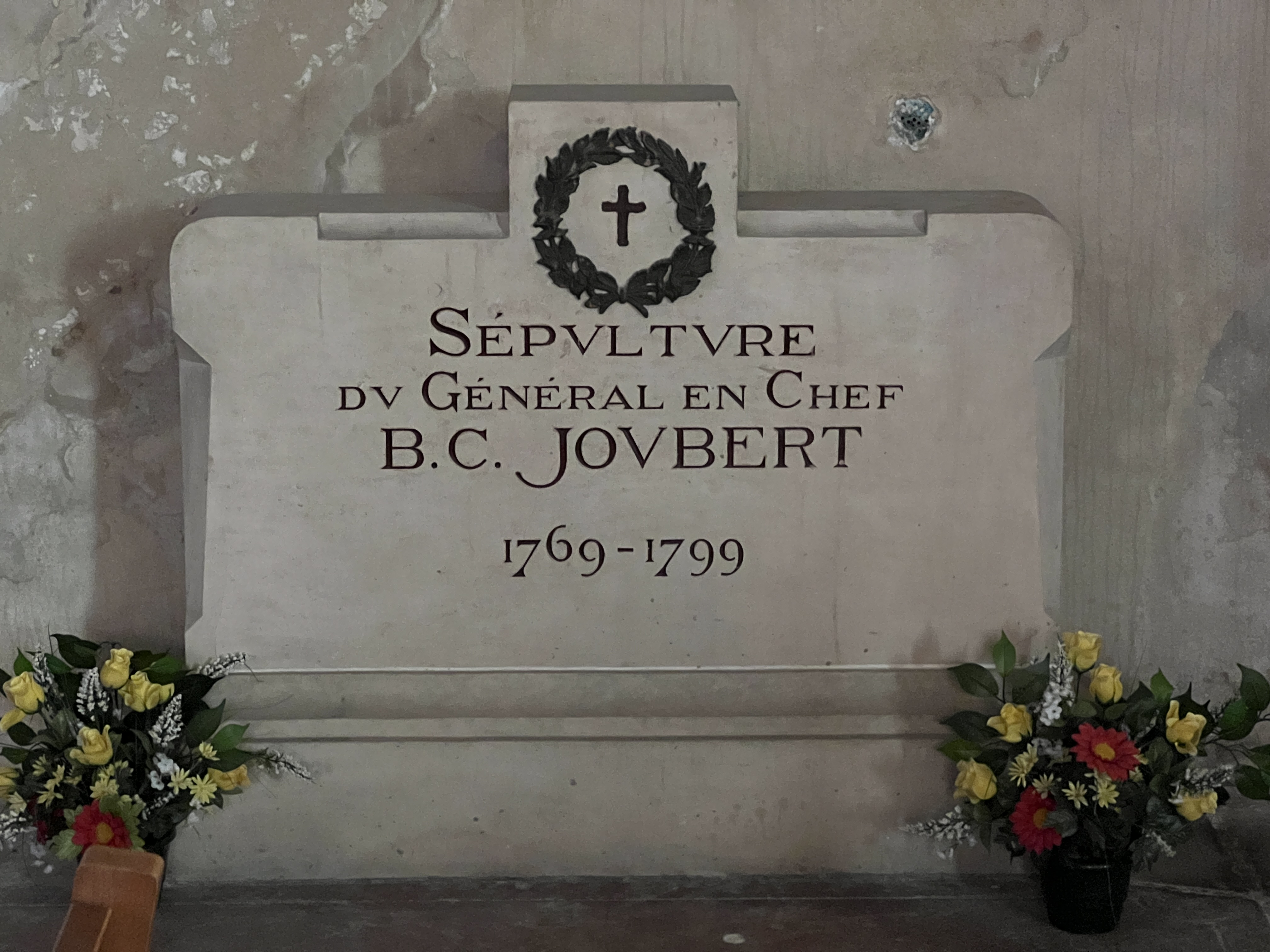
Sépulture dans l'église de Pont-de-Vaux.

Devenu Premier consul et touché par ce drame que fut la mort de Joubert, Bonaparte fait déposer les restes du général Joubert près de Toulon, dans le fort Lamalgue, appelé depuis « fort Joubert ».
Puis le corps de Barthélémy Joubert reposera dans l'église de Pont-de-Vaux, son village natal. 
Sa femme épousera en secondes noces le général Macdonald.

### Description physique et morale
Joubert était grand, maigre et semblait d'une complexion faible. Mais il l'avait mise à l'épreuve des grandes fatigues dans les Alpes et s'y était endurci. Il était vigilant, intrépide, marchant à la tête des colonnes, fort actif. Dans la journée du col de Campione, il portait les ordres lui-même, ne pouvant trouver personne qui y mît assez de promptitude. Le plus beau titre à la gloire de ce général est l'expédition du Tyrol que Carnot a justement qualifiée de « campagne de géants ».

## Hommage et iconographie

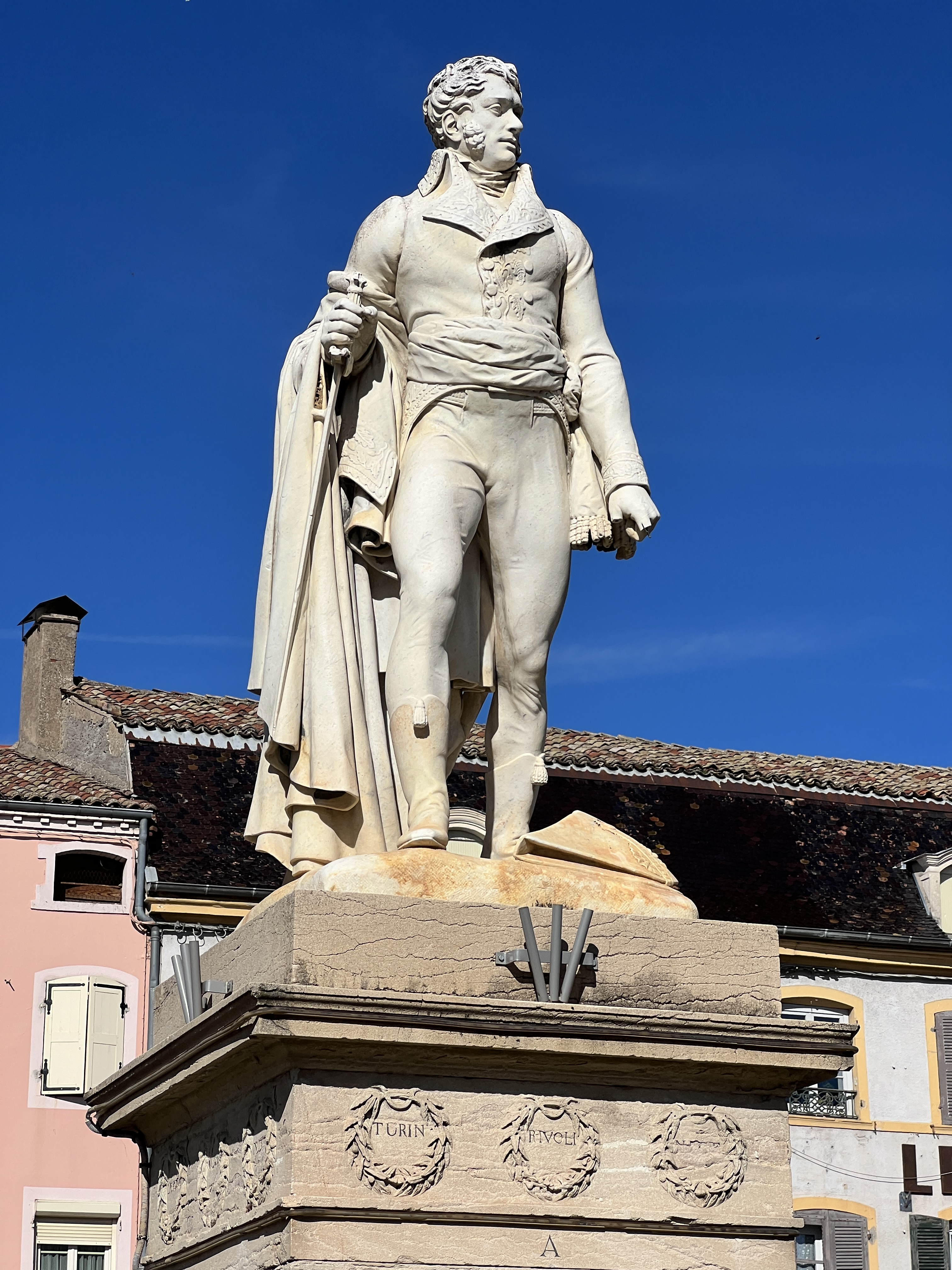
Statue du général Joubert à Pont-de-Vaux.

### Dans l'art
- En 1832, une sculpture réalisée par Jean-François Legendre-Héral
- En 1884, l'édification d'un monument comprenant une statue sur son piédestal est lancée à l’initiative d'Étienne Goujon, député de l’Ain, par souscription publique et avec l’aide de subventions du conseil général de l’Ain et des conseils municipaux de Bourg-en-Bresse et de Pont-de-Vaux. Inauguré en 1885, il est fondu durant le régime de Vichy[10].

### Onomastique
- La place Joubert est située dans le centre de Pont-de-Vaux, sa ville natale.
- Le square Joubert est situé à Bourg-en-Bresse, chef lieu de l'Ain.
- La rue Joubert est une voie du 9e arrondissement de Paris.
- La rue Général-Joubert est situé à Dijon entre l'avenue Victor-Hugo et la rue de Talant.
- la rue du Général-Joubert est également une voie de la commune des Sables-d'Olonne, Château-d'Olonne, ainsi que de Villiers-sur-Marne, Bry-sur-Marne et Pontault-Combault